# Dolomedes trippi
Dolomedes trippi är en spindelart som beskrevs av Henry Roughton Hogg 1908. Dolomedes trippi ingår i släktet Dolomedes och familjen vårdnätsspindlar. Inga underarter finns listade i Catalogue of Life.